# Guiyang
Die Stadt Guiyang (chinesisch 貴陽市 / 贵阳市, Pinyin Guìyáng Shì) ist die Hauptstadt der Provinz Guizhou im Südwesten der Volksrepublik China. Die Stadt wird auch Lincheng (林城,  Línchéng – „Wald-Stadt“) genannt.

## Lage
Guiyang liegt in der Mitte der Provinz Guizhou im Osten des Yunnan-Guizhou-Plateaus am Nordufer des Nanming-Flusses, welcher ein Nebenfluss des Wu Jiang ist. Die Stadt liegt auf einer Höhe von 1.070 Metern ü. NN in einer von Bergen umgebenen Hochebene.

## Administrative Gliederung
Die Stadt Guiyang setzt sich aus sechs Stadtbezirken (davon bilden zwei die "Innenstadt"), vier Kreisen und einer kreisfreien Stadt zusammen (Stand: Ende 2018):
- Stadtbezirk Nanming (南明区), 206 km², 923.900 Einwohner (2018), "Innenstadt", Sitz der Stadtregierung;
- Stadtbezirk Yunyan (云岩区), 91 km², 996.400 Einwohner (2018), "Innenstadt";
- Stadtbezirk Guanshanhu (观山湖区), 308 km², 327.700 Einwohner (2018);
- Stadtbezirk Huaxi (花溪区), 961 km², 677.400 Einwohner (2018);
- Stadtbezirk Wudang (乌当区), 685 km², 252.800 Einwohner (2018);
- Stadtbezirk Baiyun (白云区), 269 km², 295.800 Einwohner (2018);
- Kreis Kaiyang (开阳县), 2.028 km², 383.400 Einwohner (2018);
- Kreis Xiuwen (修文县), 1.073 km², 280.900 Einwohner (2018);
- Kreis Xifeng (息烽县), 1.042 km², 243.300 Einwohner (2018);
- Stadt Qingzhen (清镇市), 1.389 km², 500.300 Einwohner (2018), "kreisfreie Stadt" innerhalb Guiyangs.

## Klima
Guiyang hat ein subtropisches, feuchtes Monsunklima mit milden Wintern und warmen Sommern. Die Jahresdurchschnittstemperatur beträgt 15,6 °C.
|                       | Jan | Feb  | Mär  | Apr  | Mai  | Jun  | Jul  | Aug  | Sep  | Okt  | Nov  | Dez  |   |      |
| Mittl. Tagesmax. (°C) | 9,2 | 10,6 | 16,5 | 21,4 | 24,4 | 26,3 | 28,5 | 28,4 | 25,3 | 20,5 | 15,6 | 11,4 | ⌀ | 19,9 |
| Mittl. Tagesmin. (°C) | 2,5 | 3,5  | 7,8  | 12,5 | 16,4 | 18,7 | 20,7 | 20,0 | 17,4 | 13,3 | 8,7  | 4,4  | ⌀ | 12,2 |
|                       |     |      |      |      |      |      |      |      |      |      |      |      |   |      |
| Niederschlag (mm)     | 17  | 20   | 32   | 103  | 167  | 213  | 156  | 133  | 96   | 97   | 53   | 22   | Σ | 1109 |
|                       |     |      |      |      |      |      |      |      |      |      |      |      |   |      |
| Regentage (d)         | 13  | 13   | 14   | 16   | 19   | 17   | 15   | 15   | 13   | 16   | 14   | 11   | Σ | 176  |

| 2,5 |

| 3,5 |

| 7,8 |

| 12,5 |

| 16,4 |

| 18,7 |

| 20,7 |

| 20,0 |

| 17,4 |

| 13,3 |

| 8,7 |

| 4,4 |

| 2,5 |

| 3,5 |

| 7,8 |

| 12,5 |

| 16,4 |

| 18,7 |

| 20,7 |

| 20,0 |

| 17,4 |

| 13,3 |

| 8,7 |

| 4,4 |

## Bevölkerung

### Ethnische Gliederung
Beim Zensus im Jahr 2000 hatte Guiyang 3.718.449 Einwohner.
| Name des Volkes                         | Einwohner | Anteil  |
| --------------------------------------- | --------- | ------- |
| Han                                     | 3.144.530 | 84,57 % |
| Miao                                    | 0.226.072 | 6,08 %  |
| Bouyei                                  | 0.183.069 | 4,92 %  |
| Tujia                                   | 0.030.127 | 0,81 %  |
| ethnische Zugehörigkeit nicht definiert | 0.029.439 | 0,79 %  |
| Yi                                      | 0.029.282 | 0,79 %  |
| Dong                                    | 0.020.892 | 0,56 %  |
| Gelao                                   | 0.015.455 | 0,42 %  |
| Bai                                     | 0.009.359 | 0,25 %  |
| Hui                                     | 0.008.327 | 0,22 %  |
| Mandschu                                | 0.005.626 | 0,15 %  |
| Zhuang                                  | 0.004.399 | 0,12 %  |
| Sui                                     | 0.003.204 | 0,09 %  |
| Mongolen                                | 0.003.080 | 0,08 %  |
| Li                                      | 0.002.044 | 0,05 %  |
| Yao                                     | 0.000.610 | 0,02 %  |
| Mulam                                   | 0.000.409 | 0,01 %  |
| Sonstige                                | 0.002.525 | 0,07 %  |

### Bevölkerungsentwicklung der Agglomeration
In dem eigentlichen urbanen Siedlungsraum der Stadt lebten 2017 knapp 3 Millionen Einwohner. Die restliche Bevölkerung lebt im ländlichen Umland. Aufgrund der voranschreitenden Urbanisierung wird bis 2035 mit 4,2 Millionen Einwohnern in der Agglomeration gerechnet.
| Jahr | Einwohnerzahl |
| ---- | ------------- |
| 1950 | 250.000       |
| 1960 | 425.000       |
| 1970 | 722.000       |
| 1980 | 883.000       |
| 1990 | 1.080.000     |
| 2000 | 1.860.000     |
| 2010 | 2.496.000     |
| 2017 | 3.048.000     |

## Geschichte
In der Gegend der heutigen Stadt Guiyang gab es schon während der Han-Dynastie eine städtische Siedlung. Die Stadt selbst wurde im Jahr 1283, zur Zeit der Yuan-Dynastie, als Militärstützpunkt gegründet. Ihr damaliger Name Shunyuan (順元) bedeutet den Yuan treu.
Während der Ming-Dynastie hieß die Stadt Xinggui und wurde mit der heute noch zum Teil erhaltenen Stadtmauer umgeben. Den heutigen Namen Guiyang bekam die Stadt in den Anfangsjahren der chinesischen Republik im Jahr 1913.
Seit 1941 ist Guiyang eine Stadt.

## Sehenswürdigkeiten

### Pavillon des Literaten
Der "Pavillon des Literaten" (Jiaxiu Lou) ist ein 20 Meter hoher Bau im Stadtzentrum, der im Jahr 1689 erbaut wurde.

### Qianling-Berg
Vom 1.300 Meter hohen Qianling-Berg (黔灵山 Qianling Shan) hat man einen guten Blick über die Stadt Guiyang. Auf ihm steht der Hongfu-Tempel, welcher in der Qing-Dynastie 1672 gegründet wurde.

### Qianlingshan-Park
Der Qianlingshan-Park (Qianlingshan Gongyuan 黔灵公园) liegt 1,5 Kilometer nordwestlich der Stadt und nimmt eine Fläche von etwa 300 Hektar ein.
Am Qiangling-Berg befindet sich der Tempel des Großen Glücks (Hongfu Si), hinter dem ein Obelisk steht, der den Opfern des Bürgerkriegs gewidmet ist.
In der Grotte des Einhorns (Qianlin Dong) hielt die Guomindang einige Jahre lang die Generäle Zhang Xueliang und Yang Hucheng gefangen, die im Jahr 1937 an der Gefangennahme von Chiang Kai-shek (Xi'an-Zwischenfall) beteiligt waren.

## Wirtschaft und Verkehr

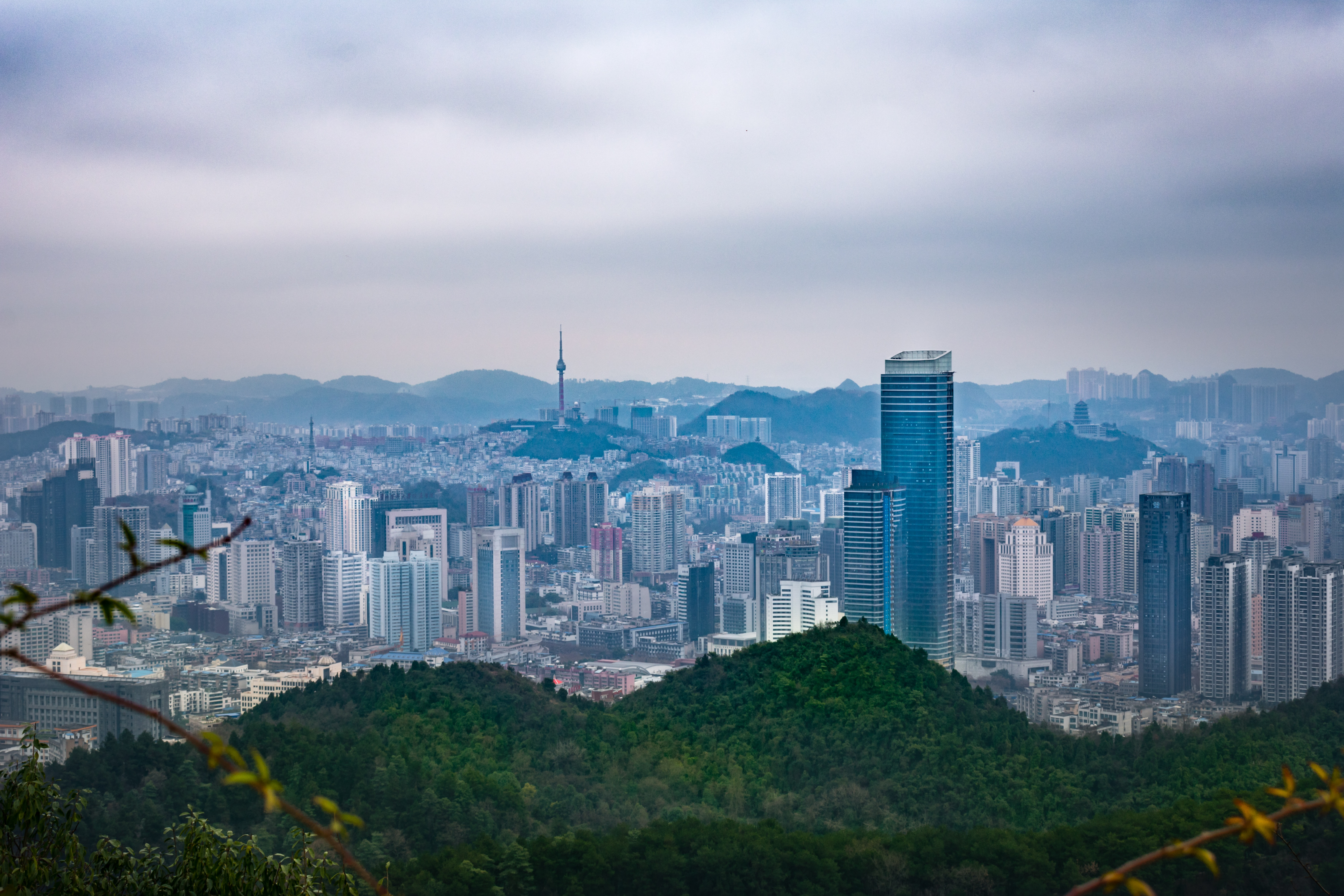
Skyline von Guiyang

Die industriell geprägte Stadt Guiyang ist das Wirtschaftszentrum der Provinz Guizhou. Das BSP pro Kopf lag 2003 bei ¥11728 (ca. 1200 Euro). In  Guiyang hat das Unternehmen Guizhou-Cloud Big Data Industry Development (GCBD) seinen Sitz. Dort werden unter anderem die iCloud-Daten chinesischer Apple-Kunden gespeichert.

### Industrie
Guiyang liegt inmitten wichtiger Rohstoffvorkommen. Bergbau ist deswegen ein wichtiger Industriezweig. Auch für die verarbeitende Industrie, wie die Hüttenindustrie (v. a. Buntmetalle, Aluminium), Kunstdüngerproduktion, und Maschinenbau ist Guiyang ein wichtiger Standort. Daneben finden sich dort Unternehmen der Textilindustrie. Ein großer Teil der Stromerzeugung wird über viele Wasserkraftwerke an den umliegenden Flüssen generiert.

### U-Bahn

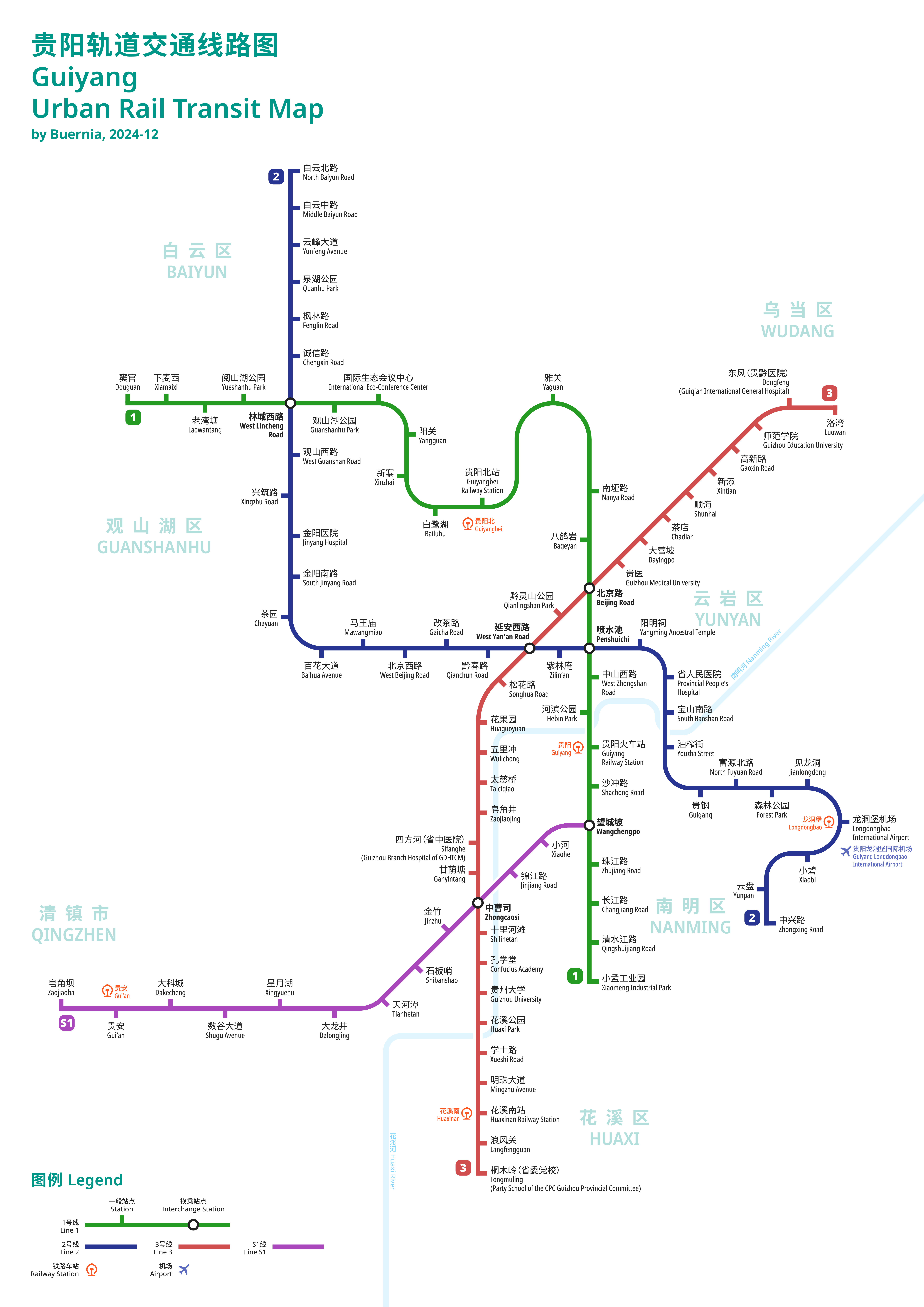
Linien 1,2 und 3 der Metro Guiyang

Im Jahre 2010 gab die Staatliche Kommission für Entwicklung und Reform die Genehmigung zum Bau der U-Bahn Guiyang. Der erste Abschnitt der Linie 1 wurde im Dezember 2017 eröffnet, im Dezember 2018 folgte der zweite. Die langfristigen Planungen sehen insgesamt neun Linien mit einer Gesamtlänge von 467 km und 258 Stationen vor; zusätzlich zur eröffneten Linie 1 sind per Sommer 2019 vier weitere in Bau oder Planung.

### Eisenbahn
Guiyang ist mit Eisenbahnlinien nach Chongqing (463 Kilometer), Kunming (639 Kilometer) und Changsha (953 Kilometer) verbunden.

### Straße
Guiyang ist das Zentrum des Straßennetzes der Provinz Guizhou. Außerdem führt eine Schnellstraße von Guiyang zur Hafenstadt Beihai in Guangxi.

### Luft
Der Guiyang Longdongbao International Airport ist ein wichtiger Knotenpunkt im Südwesten Chinas, überwiegend für den Inlandsflugverkehr.

## Wissenschaft und Kultur
Die größte weiter führende Bildungseinrichtung von Guiyang ist die Universität und Technische Universität Guizhou, deren Vorläufer 1902 gegründet wurde. Zur Universität gehören 20 Fakultäten und heute etwa 32.000 Vollzeitstudierende. Außerdem ist in Guiyang einer der drei Standorte für den Fachbereichs Geologie innerhalb der Chinesischen Akademie der Wissenschaften beherbergt.

## Städtepartnerschaften
- Eniwa, Japan, seit 1986
- Palmerston North, Neuseeland, seit 1992
- Fort Worth, Vereinigte Staaten, seit 2010

## Persönlichkeiten
- Xu Huaiwen, (* 2. August 1975), deutsche Badminton-Spielerin